# USS Cassin (DD-43)
USS Cassin (DD-43) – amerykański niszczyciel, okręt główny niszczycieli typu Cassin. Służył w United States Navy w czasie I wojny światowej. Następnie przekazany United States Coast Guard, gdzie nosił oznaczenie "CG-1". Nosił nazwę upamiętniającą Stephena Cassina.
Niszczyciel został zwodowany 20 maja 1913 w stoczni Bath Iron Works w Bath w stanie Maine, matką chrzestną była panna H. C. Carusi. Wszedł do służby 9 sierpnia 1913, z komandorem podporucznikiem H. Laningiem jako dowódcą. Pierwszym przydziałem była Atlantycka Flotylla Torpedowa.
Od przybycia do Key West 5 grudnia 1913 do 16 czerwca 1914 "Cassin" uczestniczył wraz z 6 Dywizjonem w manewrach i ćwiczeniach na Karaibach i w Zatoce Meksykańskiej. 19 maja 1914 popłynął na pomoc SS "Atlantis", który rozbił się w pobliżu Tampico Bar. Niszczyciel zabrał na pokład pasażerów rozbitego statku i dostarczył ich do Tampico. Po przeglądzie "Cassin" operował wzdłuż wschodniego wybrzeża USA od 21 października do 27 stycznia 1915, kiedy wrócił na Karaiby na zimowe manewry.
"Cassin" brał udział w rejsach wzdłuż Wschodniego Wybrzeża w ramach patrolów neutralności oraz w ćwiczeniach na Karaibach do kwietnia 1917, kiedy został przygotowany, w trybie natychmiastowym, do przydziału zamorskiego. Okręt dotarł do Queenstown 17 maja i rozpoczął operacje związane ze spotykaniem konwojów transportujących amerykańskich żołnierzy i eskortowaniem ich do portów w Anglii i Francji. 15 października "Cassin" spostrzegł niemiecki okręt podwodny U-61 około 20 mil na południe od Mind Head (Irlandia) i rozpoczął pościg za nim. O 13.30 niszczyciel został trafiony torpedą w lewą burtę na rufie. Mat artylerzysta pierwszej klasy Osmond Ingram został zabity, a dziewięciu innych ludzi zostało rannych. Okręt ze zniszczonym sterem i uszkodzoną rufą, zaczął zataczać koła, jednak oddał cztery strzały w kierunku okrętu wroga, który napotkał około 14.30. Okręt podwodny wroga zrezygnował z ataku, zanurzył się i stracono z nim kontakt. Przez noc niszczyciel był ochraniany przez jeden amerykański i dwa brytyjskie niszczyciele, a także przez slupa, którego dowódcą był Ronald Niel Stuart. Rano HMS "Snowdrop" wziął "Cassin" na hol w kierunku Queenstown. Po naprawach dokonanych tam i w Newport w Anglii, niszczyciel wrócił do służby eskortowej 2 lipca 1918.
Ciekawym epizodem w historii niszczyciela był zaszczyt, jakiego dostąpił w dniach 12-13 grudnia 1918, gdy został wybrany do eskortowania okrętu "George Washington", na pokładzie którego prezydent Woodrow Wilson płynął do Brestu, aby później uczestniczyć w konferencji pokojowej w Wersalu. "Cassin" wrócił do Bostonu 3 stycznia 1919.
Po zimowych manewrach na Karaibach "Cassin" opuścił Nowy Jork 1 maja 1919 i udał się w kierunku Azorów, gdzie zajął pozycję strażniczą na trasie przelotu transatlantyckiego NC-4. Wrócił do Bostonu na naprawy, a później popłynął do Filadelfii, gdzie został umieszczony w rezerwie w celu głębszych napraw. Reaktywowany w Charleston 14 lutego 1921, dołączył do 5 Flotylli Niszczycieli i operował wzdłuż wybrzeża Nowej Anglii do 11 października 1921, kiedy wrócił do Charleston. Powrócił do Filadelfii 29 marca 1922 i tam został wycofany ze służby 7 czerwca 1922.
28 kwietnia 1924 niszczyciel został przekazany do Departamentu Skarbu i służył w Staży Przybrzeżnej, gdzie brał udział w patrolach rumowych. Jego portem macierzystym był New London w stanie Connecticut.
"Cassin" wrócił do Marynarki 30 czerwca 1933 i został sprzedany na złom 22 sierpnia 1934.